# Parmeraan (Hulu Sihapas)
Parmeraan is een bestuurslaag in het regentschap Padang Lawas Utara van de provincie Noord-Sumatra, Indonesië. Parmeraan telt 208 inwoners (volkstelling 2010).